# シャノン・カーフマン
シャノン・マリー・カーフマン（英: Shannon Marie Curfman、1985年7月31日 - ）は、アメリカ合衆国のロック・シンガー・ギタリスト。1999年に14歳でデビューした際には、天才少女ギタリストとして世間の注目を集めた。

## 来歴
ノースダコタ州ファーゴに生まれ、祖母の手ほどきにより、7歳でギターを手にする。1996年、地元で行われたファーゴ・ブルース・フェスティバルに出演したジェフ・ヒーリーと対面し、彼のツアーバス内で数時間のジャム・セッションを経験したことをきっかけに、バンド活動に専念していくこととなる。のちにミネソタ州ミネアポリスへと活動の拠点を移し、1999年、インディーズレーベルであるポップセンスからLoud Guitars, Big Suspicionsをリリース。同年のうちに数曲を入れ替えた内容でアリスタ・レコードよりメジャーデビュー。この作品は1999年のビルボード・トップ・ブルース・アルバムチャートで3位を記録し、50万枚を超えるヒットとなった。
2006年、インディーズレーベルであるパーディ・レコードからTake It Like a Man（EP）をリリース。2007年には8年ぶりのフルアルバム、Fast Lane Addictionを発表した。

## ディスコグラフィ

### オリジナルアルバム
- 1999年 Loud Guitars, Big Suspicions
- 2006年 Take It Like a Man - EP
- 2007年 Fast Lane Addiction
- 2010年 What You're Getting Into